# Hofanlage Hauptstraße 33
Die Hofanlage Hauptstraße 33 in der niedersächsischen Stadt Bremervörde, Ortsteil Bevern, wurde zur Mitte des 19. Jahrhunderts gebaut. Aktuell (2025) wird sie zum Wohnen und wohl landwirtschaftlich genutzt.
Die Gebäude stehen unter Denkmalschutz (siehe auch Liste der Baudenkmale in Bremervörde).

## Geschichte und Beschreibung
Bremervörde war um 1000 Sitz der Wasserburg Vörde an der Oste und gehört zum Landkreis Rotenburg (Wümme). Bevern wurde 986 erstmals erwähnt.
Die Hofanlage besteht aus
- dem eingeschossigen traufständigen Wohn- und Wirtschaftsgebäude von 1840 (Inschrift) als Zweiständer-Hallenhaus in Fachwerk mit Steinausfachungen, Satteldach, regionaltypischer senkrechter Verbretterung im oberen Giebeldreieck und Grooter Door mit Korbbogen,[2]
- der traufständigen Scheune von um 1850 als Fachwerkbau mit Steinausfachungen, Satteldach, verbretterten Giebeldreiecken und Längseinfahrt,[3]
- und der historischen Hofpflasterung.

Das Landesdenkmalamt befand u. a.: „… ortsgeschichtlicher, gebäudetypischer und ortsbildprägender Zeugniswert …“